# Судопропускное сооружение

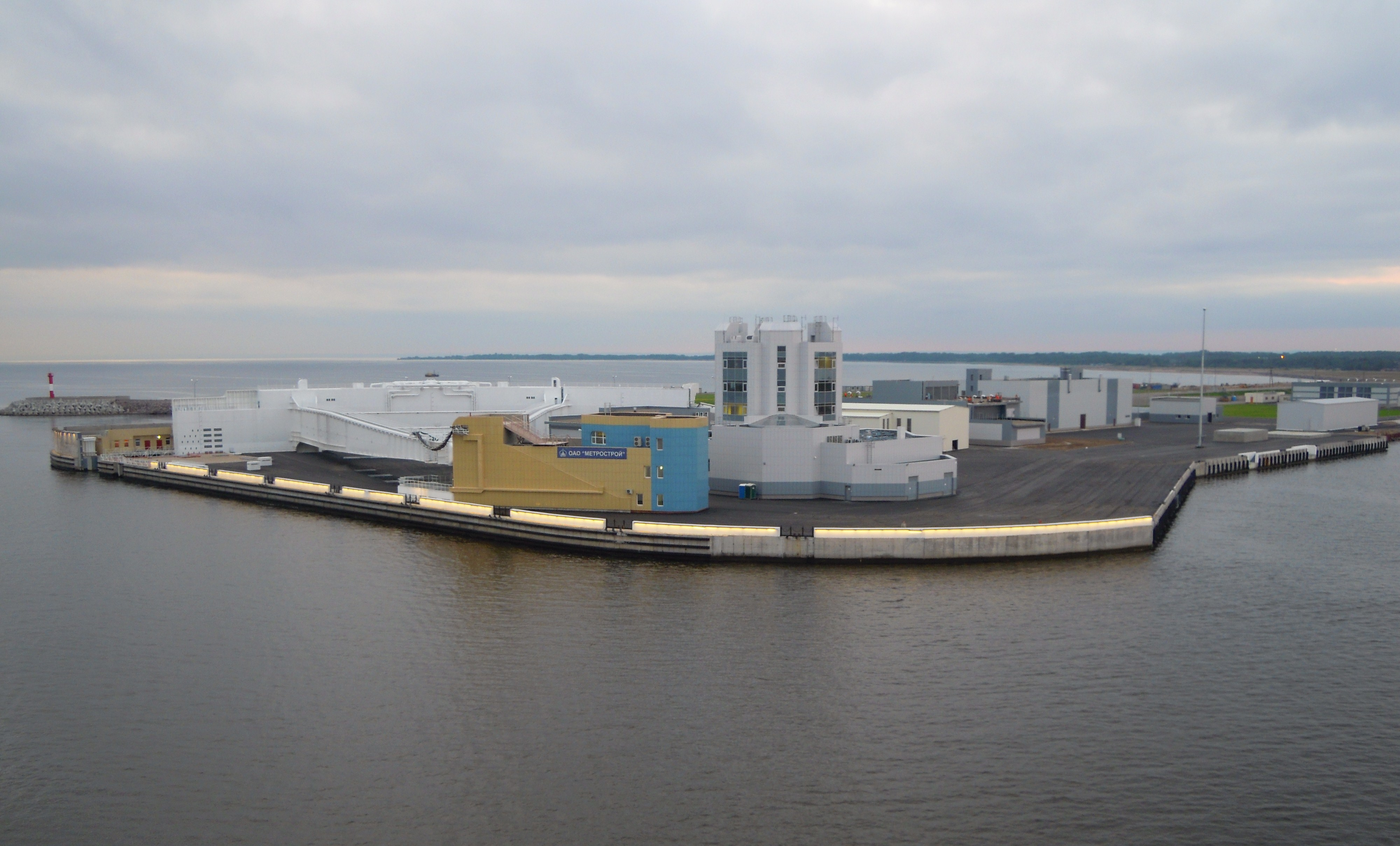
Открытые ворота Судопропускного сооружения С-1 КЗС Санкт-Петербурга с борта проходящего судна.

Судопропускное сооружение — вид судоходных гидротехнических сооружений, предназначенный для пропуска судов между частями водоёма, уровни воды в которых могут различаться, либо между водоемами с разными уровнями воды.
Различают шлюзовые системы, судоподъемные системы и судопропускные сооружения различных штормовых барьеров. В последнем случае эти сооружения могут иметь вид водонепроницаемых ворот, недоступных для прохода судов во время возникновения тех или иных нагонных явлений.